# 長與繁
長與 繁（ながよ しげる、1923年10月1日 - 2012年7月18日）は日本の元競艇選手。長崎県出身で女子プロレスラー長与千種の父。

## 来歴
1952年に大村競艇場で競艇が初開催された際の選手1期生にあたる（登録番号56番）。
生涯成績は通算出走回数：119走、通算勝利：20勝。
引退後は飲食店を経営。

## 人物
- 娘の千種が中3の時、将来は競艇選手になるよう勧めたが、千種はプロレスラーの夢を実現させるために上京した[4]。